# دومينيك بريزينتيشن
دومينيك بريزينتيشن سياسي هندي، وكان عضوًا في الجمعية التشريعية لولاية كيرالا من دائرة كوتشي   مقاطعة إرناكولام، ولاية كيرالا،  حتى عام 2016، عضوًا تنفيذيًا في لجنة الكونغرس بولاية كيرالا براديش ( KPCC ) وعضو كونغرس عموم الهند لجنة ( AICC ). شغل منصب وزير الثروة السمكية، والرياضة، والمطار ورفاهية الأقليات في الجمعية التشريعية الحادية عشرة لولاية كيرالا برئاسة أومين تشاندي.   

## النشأة
ولد فيليكس بروزاشن وروساما في 19 فبراير 1949 في قطور. 

## المهنة
بدأ حياته السياسية من المدرسة.  شغل منصب سكرتير اتحاد طلاب ولاية كيرالا، مدينة إرناكولام، رئيس مقاطعة إرناكولام - اتحاد طلاب كيرالا، وعضو اللجنة الوطنية لاتحاد الطلاب الوطني في الهند، ورئيس اتحاد كلية سانت ألبرتس، وزعيم المعارضة في مجلس مؤسسة كوتشين في عام 1998، الأمين العام للجنة مؤتمر مقاطعة إرناكولام وعضو اللجنة التنفيذية لاتحاد جامعة كيرالا. 

## روابط خارجية
- الموقع الرسمي
- www.kerala.gov.in
- niyamasabha.org